# 층 (기계 학습)
층(層), 층위 또는 레이어(layer)란 인공 신경망에서 데이터를 모아서 보내는 단계와 관련된 개념이다. 순방향 신경망에서는 먼저 나온 층에서 뒤에 나오는 층으로만 신호를 전달할 수 있고, 순환 신경망에서는 그렇지 않다.

## 계층 유형
첫 번째 유형의 계층은 완전 연결 계층이라고도 불리는 Dense 계층으로, 입력 데이터의 추상 표현에 사용된다. 이 계층에서 뉴런은 이전 계층의 모든 뉴런에 연결된다. 다층 퍼셉트론 네트워크에서는 이러한 층이 서로 쌓인다.
Convolutional 계층은 일반적으로 이미지 분석 작업에 사용된다. 이 계층에서 네트워크는 가장자리, 텍스처 및 패턴을 감지한다. 그런 다음 이 계층의 출력은 추가 처리를 위해 완전 연결 계층으로 공급된다. (합성곱 신경망 모델 참고)
Pooling 계층은 입력되는 데이터의 크기를 줄이기 위해 사용된다.
Recurrent Layer는 메모리 기능을 이용한 텍스트 처리에 사용된다. Convolutional 계층과 유사하게 순환 계층의 출력은 일반적으로 추가 처리를 위해 완전 연결 계층에 공급된다. RNN 모델도 참조하세요.
Normalization 계층은 이전 계층의 출력 데이터를 조정하여 정규 분포를 얻는다. 그 결과 확장성과 모델 교육이 향상된다.

## 같이 보기
- 딥 러닝